# Péter Gulácsi
Péter Gulácsi [ˈpeːtɛr ˈɡulaːt͡ʃi] (* 6. Mai 1990 in Budapest) ist ein ungarischer Fußballtorwart, der seit Sommer 2015 für RB Leipzig aktiv ist.

## Vereinskarriere

### Karrierebeginn in Budapest
Seine aktive Karriere als Fußballtorwart begann der in der ungarischen Hauptstadt Budapest geborene Gulácsi im Nachwuchsbereich seines Heimatvereins Budapesti VSC. Dort durchlief er von 1995 bis 2003 diverse Jugendspielklassen und erlangte dabei die Aufmerksamkeit vom ebenfalls in der Hauptstadt angesiedelten MTK Budapest FC, in dessen Jugendabteilung er mit sofortiger Wirkung wechselte. Bei MTK war er in verschiedenen Nachwuchsmannschaften aktiv, trainierte später in der Reservemannschaft des Klubs und stand ab der Saison 2007/08 hinter Routinier Zoltán Végh und Zoltán Szatmári als dritter Torwart im Kader des Profiteams.
Als die Profis zum 23. Mal ungarischer Meister wurden, stand Zoltán Végh mit Ausnahme einer Begegnung bei allen Meisterschaftsspielen seines Teams in dieser Saison im Tor, Gulácsi kam weder beim Reserve- noch beim Profiteam zum Einsatz, sondern trainierte vorwiegend im Nachwuchsbereich des Klubs. Das Talent des engagierten jungen Torhüters sprach sich rasch auch über die Grenzen Ungarns hinaus herum, weshalb Gulácsi binnen kürzester Zeit zu einem vielumworbenen Spieler wurde.

### Wechsel nach England

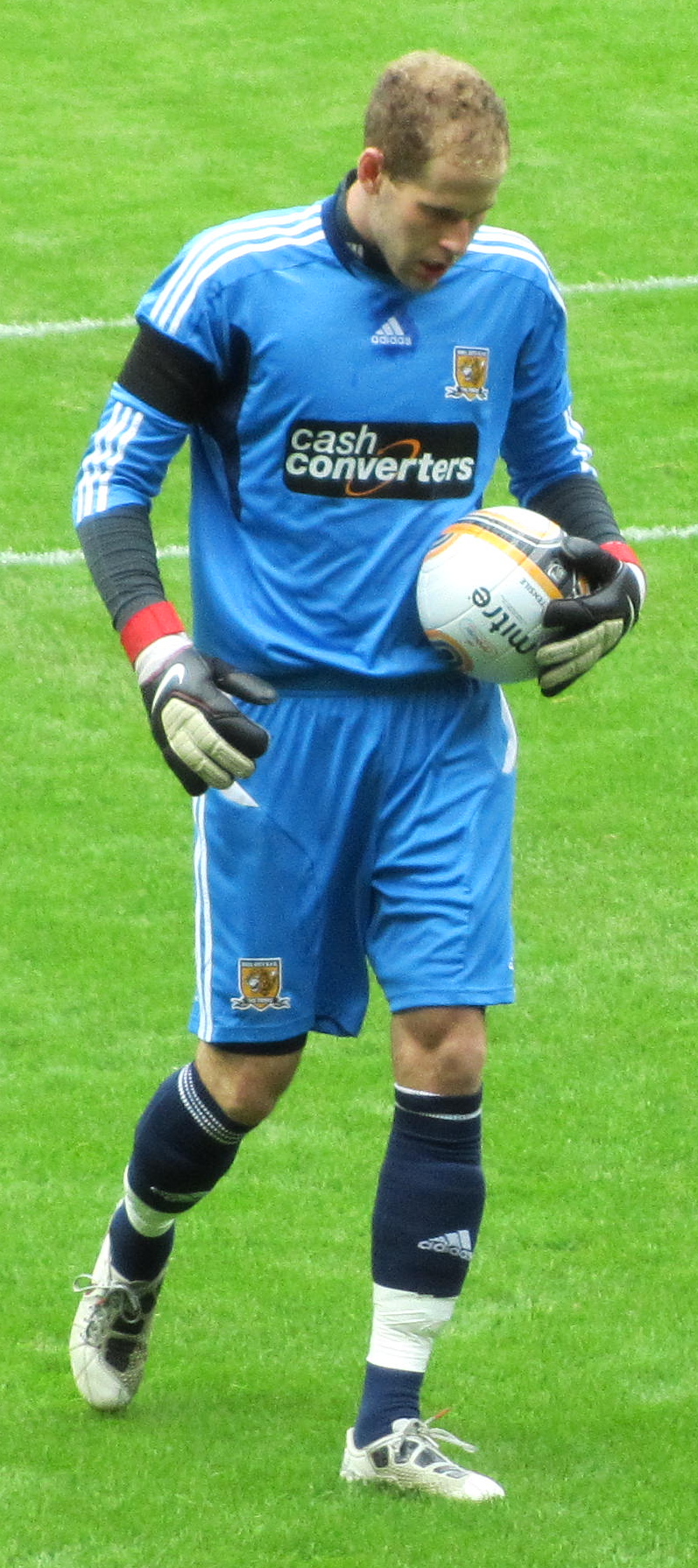
Gulácsi im Jahr 2011

Im August 2007 wechselte Péter Gulácsi auf Leihbasis zum englischen Erstligisten FC Liverpool, der ihn mit einem einjährigen Leihvertrag ausgestattet hatte und für das Reserveteam einplante. Zuvor waren im Mai 2007 bereits Krisztián Németh und András Simon von MTK zu Liverpool gewechselt. In der Premier Reserve League setzte sich der ungarische Nachwuchsnationalspieler durch und war eine Schlüsselfigur im Kampf um den Meistertitel in der Saison 2007/08. Diesen sicherte sich das Team, nachdem es in 18 Ligapartien nur eine einzige Niederlage und über den gesamten Saisonverlauf hinweg lediglich acht Gegentore hatte hinnehmen müssen, mit einem 4:0-Sieg im Finalspiel gegen das Reserveteam von Aston Villa. Da er bei den FC Liverpool Reserves überzeugte, wurde ihm zum Ende seines leihweisen Wechsels ein dauerhafter Vertrag bei den Reds angeboten, den der Ungar auch annahm. Nachdem er den Vertrag Ende August 2008 unterzeichnet hatte, wurde der mit 2010 auslaufende Vertrag im August 2009 um weitere vier Jahre bis Sommer 2013 verlängert. Bereits zuvor wurde Gulácsi, der bis dahin beinahe ausschließlich im Reserveteam vertreten war, Anfang Februar 2009 leihweise bis Anfang Mai an den damaligen Drittligisten Hereford United abgegeben. Sein Profiligadebüt gab der Ungar am 14. Februar 2009 beim 3:2-Auswärtserfolg über Cheltenham Town. In der zweiten Begegnung, einem 2:0-Sieg über Leeds United, parierte er einen Strafstoß. Dennoch konnte Gulácsi den Abstieg von Hereford United als Letztplatzierter in der League One am Ende der Saison 2008/09 nicht verhindern, nachdem das Team nur eine einzige Spielzeit in der Drittklassigkeit verweilt war. Bis zum Saisonende brachte er es auf 18 Ligaeinsätze für Hereford.
Auch in der nachfolgenden Spielzeit absolvierte Gulácsi Partien für die FC Liverpool Reserves, ehe er am 16. April 2010 für eine Woche als „Notfalltransfer“ an die Tranmere Rovers verliehen wurde, da deren Torhüter Luke Daniels und Joe Collister ausfielen. Nachdem er am 17. April beim 3:1-Sieg über Exeter City sein Teamdebüt gefeiert hatte, wurde sein Leihvertrag zwei Mal um jeweils eine weitere Woche verlängert. In diesen drei Wochen beim Team aus der Hafenstadt Birkenhead kam der ungarische U21-Teamspieler auf eine Bilanz von fünf Ligaspielen. Im September 2012 kam er erneut auf Leihbasis zu den Tranmere Rovers wechselte, da die beiden eigentlichen Torhüter Gunnar Nielsen und Simon Miotto verletzungsbedingt ausfielen; die Leihdauer betrug dabei zunächst einen Monat und wurde in der Folge um einen weiteren Monat verlängert. Nach seiner Rückkehr zum FC Liverpool kam er danach ausschließlich in der Reservemannschaft zum Einsatz, saß aber über die gesamte Spielzeit 2010/11 hinweg bei 19 Ligaspielen auf der Ersatzbank der Profimannschaft.
Während der Sommerpause vor der Saison 2011/12 wechselte Gulácsi für ein Jahr auf Leihbasis in den Nordosten Englands zum Zweitligisten Hull City. Dabei wurde er vom Saisonstart an als Stammkraft eingesetzt, bevor er am 31. Dezember 2011 bei der 0:1-Niederlage gegen den FC Burnley bei einem Zusammenstoß mit dem Burnley-Stürmer Jack Hobbs eine Knieverletzung erlitt. Aufgrund dieser fiel Gulácsi bis April 2012 verletzungsbedingt aus. Im Spiel wurde Gulácsi durch den Brasilianer Adriano Basso ersetzt. Bis zu seiner langwierigen Verletzung brachte es der ungarische U21-Teamspieler auf eine Bilanz von 15 Ligaeinsätzen für die Tigers. Am 11. April 2012 wurde bekanntgegeben, dass Gulácsi aufgrund des Torhütermangels beim FC Liverpool vorzeitig seine Leihzeit bei Hull City beenden und nach Liverpool zurückkehrt.

### Red Bull Salzburg

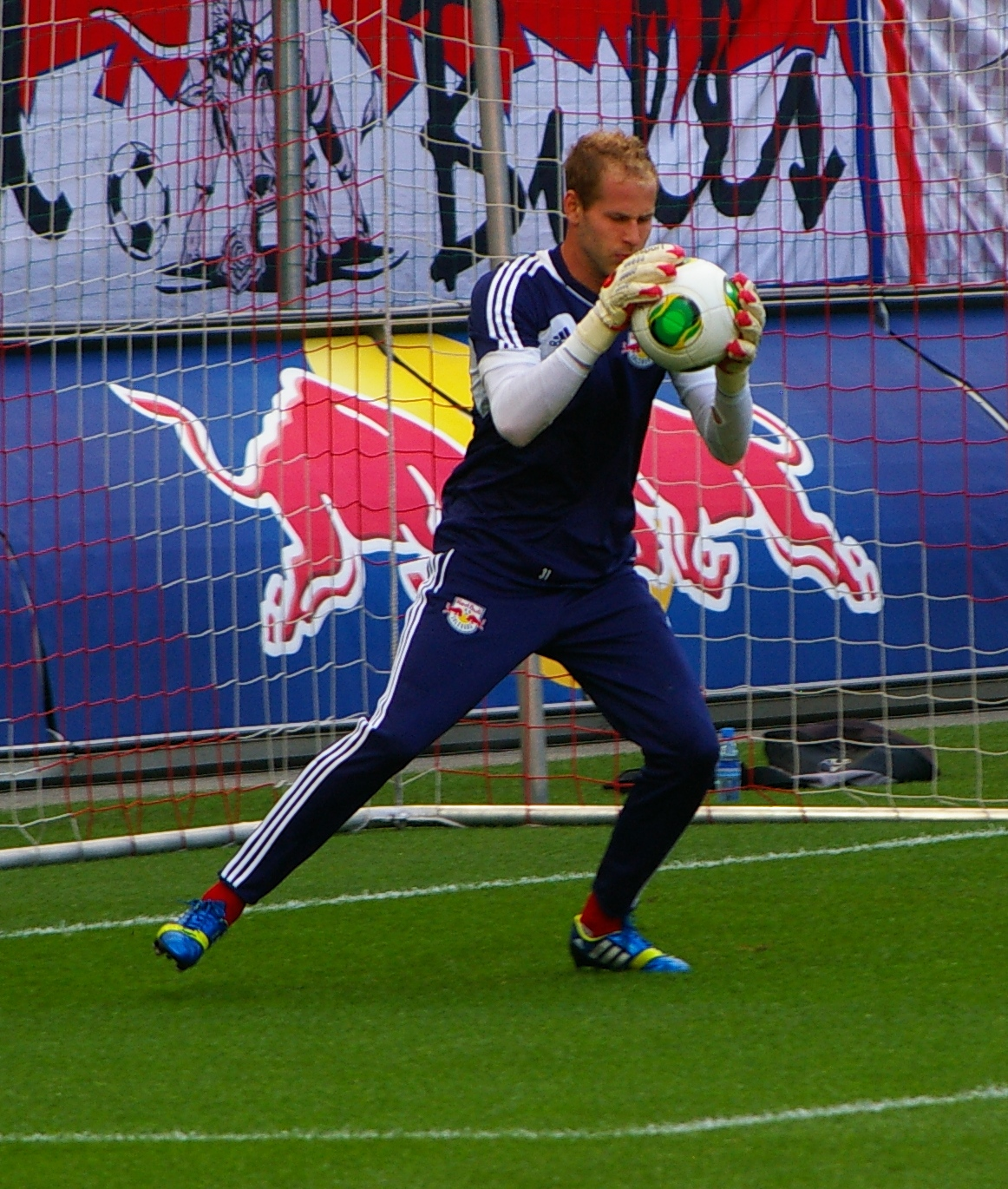
Gulácsi beim Aufwärmen (2013)

Im Juni 2013 unterschrieb Gulácsi einen Vertrag bis zum 30. Juni 2017 beim FC Red Bull Salzburg. Er wurde für die Saison 2013/14 zum Stammtorwart ernannt. Seine Leistungen wurden am Ende der Saison von einer Jury aus den Präsidenten, Managern und Trainern aller Klubs der Bundesliga gewürdigt, die ihn zum „Besten Tormann der Saison“ wählten.
Mit dem Ende der Saison wechselte Gulácsi nach Deutschland zu RB Leipzig.

### RB Leipzig
Am 27. Oktober 2015 gab Gulácsi in der zweiten Runde des DFB-Pokal sein Pflichtspieldebüt bei den Leipzigern, die Partie ging bei der SpVgg Unterhaching mit 0:3 verloren, man schied aus dem laufenden Wettbewerb aus. Zu seinem ersten Einsatz in der 2. Bundesliga kam der Ungar am 7. Februar 2016, als er in der 33. Minute für den an der Schulter verletzten Stammtorwart Fabio Coltorti eingewechselt wurde. Sein Bundesligadebüt gab er nach dem Aufstieg der Mannschaft am 28. August 2016 (1. Spieltag) beim 2:2-Unentschieden im Auswärtsspiel gegen die TSG 1899 Hoffenheim. Am Ende wurde Leipzig in seiner ersten Bundesligasaison überraschend Vizemeister. Im DFB-Pokal 2018/19 erreichte er mit seiner Mannschaft erstmals das Pokalfinale. Sie verloren in Berlin gegen Bayern München mit 0:3.
Nach einer weiteren Vizemeisterschaft in der Saison 2020/21 erreichte man erneut das DFB-Pokalfinale. Leipzig verlor diesmal gegen Borussia Dortmund mit 1:4. Nach dem Abgang von Marcel Sabitzer wurde Gulácsi zum neuen Mannschaftskapitän ernannt. Mit ihm im Tor spielte das Team eine starke Rückrunde und gewann am 21. Mai 2022 nach 4:2 im Elfmeterschießen gegen den SC Freiburg den DFB-Pokal 2021/22. Es war sein erster großer Erfolg in der Bundesliga mit RB Leipzig. Am 3. September 2022 bestritt Gulácsi sein 200. Bundesligaspiel für Leipzig. Damit ist er der erste Spieler im Verein, der dieses Marke erreichte.
Am 5. Oktober 2022, im Spiel gegen Celtic Glasgow, zog er sich einen Kreuzbandriss zu. Am 4. Februar 2024 gab Gulácsi sein Comeback in der Bundesliga gegen Union Berlin. Er löste damit Janis Blaswich im Tor als Nummer 1 ab.
Sein Vertrag in Leipzig läuft bis 2026.

## Nationalmannschaftskarriere
Erste Erfahrungen in den Nachwuchsnationalmannschaften seines Heimatlandes sammelte Péter Gulácsi 2007 in der ungarischen U17-Auswahl. 2008 nahm er mit der U19-Nationalmannschaft Ungarns an der Qualifikation zur U19-EM 2008 in Tschechien teil und qualifizierte sich mit der Mannschaft für die Endrunde. Dort kämpfte sich die Mannschaft rund um Stammtorhüter Gulácsi bis ins Halbfinale, wo man Italien nach einem Forestieri-Tor mit 0:1 unterlag. Insgesamt brachte es der Englandlegionär 2008 auf 15 Länderspieleinsätze für die U19-Nationalelf seines Heimatlandes. Zudem wurde er im Mai 2008 erstmals in die A-Nationalmannschaft Ungarns geholt, wobei er im freundschaftlichen Länderspiel gegen Kroatien allerdings nicht eingesetzt wurde.
Noch während desselben Jahres wurde der Torhüter auch in die ungarische U20 berufen, wo er sein Länderspieldebüt gab und sich mit der Mannschaft durch die U-19-EM des Vorjahres für die U-20-Fußball-Weltmeisterschaft 2009 in Ägypten qualifizierte. Dort avancierte Gulácsi zu einem der Matchwinner, nachdem er im Elfmeterschießen im Achtelfinale gegen Tschechien drei Schüsse pariert hatte. Nach einem Viertelfinalerfolg gegen Italien scheiterte das Team letztlich im Halbfinale mit 2:3 an Ghana. Im abschließenden Spiel um Platz 3 gegen Costa Rica sicherte sich Ungarn den dritten Platz, Gulácsi parierte dabei im Elfmeterschießen erneut drei Schüsse. Zwischen 2008 und 2009 absolvierte Gulácsi zwölf Länderspiele für die U-20 Ungarns.
Gleichzeitig kam er ab 2009 für die ungarische U21-Nationalmannschaft zum Einsatz, in der er Stammtorhüter war und es auf 26 offizielle Spiele brachte.
Bei der Fußball-Europameisterschaft 2016 in Frankreich wurde er in das Aufgebot Ungarns aufgenommen. Als einer von zwei Ersatztorhütern kam er im Turnier nicht zum Einsatz.
Zur Fußball-Europameisterschaft 2021 wurde er in den ungarischen Kader berufen, kam aber mit diesem nicht über die Gruppenphase hinaus.
Im Mai 2024 wurde er von Marco Rossi in den Ungarischen Kader für die Fußball-Europameisterschaft 2024 berufen. Gulácsi betonte in einem Interview, dass sich die EM-2024 wie eine „Heim-EM“ anfühlt, da er seit 9 Jahren mit seiner Familie in Deutschland wohnt, seit dieser Zeit beim RB Leipzig spielt und alle Stadien kennt.
Mitte Mai 2025 erklärte Gulácsi seinen Rücktritt aus dem Nationalteam.

## Erfolge

### Vereinserfolge
- DFB-Pokal-Sieger: 2021/22, 2022/23
- Österreichischer Meister: 2014, 2015
- Österreichischer Cupsieger: 2014, 2015
- Meister der Premier Reserve League: 2008
- Aufstieg in die Bundesliga: 2016
- Deutscher Vizemeister: 2017, 2021

### Nationalmannschaft
- 3. Platz U-20-Fußball-Weltmeisterschaft 2009

### Persönliche Auszeichnungen
- Weiße Weste: 2019 (16 Spiele ohne Gegentor); 2021 (15 Spiele ohne Gegentor)
- VdF-Torwart des Jahres (Bruno): 2014
- Mitglied der VDV 11: 2018/19
- Ungarns Fußballer des Jahres: 2018, 2019
- Goldener Ball (Ungarn): 2018, 2019